# Lampides philatus
Lampides philatus är en fjärilsart som beskrevs av Pieter Cornelius Tobias Snellen 1878. Lampides philatus ingår i släktet Lampides och familjen juvelvingar. Inga underarter finns listade i Catalogue of Life.